# Khushbir Kaur
Khusbir Kaur (née le 9 juillet 1993 à Rasulpur Kalan, dans le Pendjab) est une athlète indienne, spécialiste de marche.

## Carrière
Elle est médaillée de bronze du 10 000 mètres marche aux Championnats d'Asie juniors d'athlétisme 2012 et du 20 km marche aux Championnats d'Asie de marche 2014, où elle réussit un temps de 1 h 33 min 37 s. Elle abaisse ce record national lors de la Coupe du monde de marche à Taicang en réalisant 1 h 31 min 40 s.
Elle est la première Indienne à remporter une médaille en athlétisme lors des Jeux asiatiques de 2014, terminant à la deuxième place du 20 kilomètres marche. Elle termine 4e en 2018.

## Records
| Épreuve                 | Performance     | Lieu     | Date             |
| ----------------------- | --------------- | -------- | ---------------- |
| 10 000 m marche (piste) | 44 min 33 s 5   | Dehradun | 27 décembre 2017 |
| 20 kilomètres marche    | 1 h 31 min 40 s | Taicang  | 3 mai 2014       |